# Lindesnes fyr
Lindesnes fyr är en norsk fyrplats belägen på Norges sydligaste fastland, Neset i Vest-Agder fylke. Platsen markerar inträdet till Skagerrak från Nordsjön. Det är Norges äldsta fyrplats, den första fyren tändes redan 1655. Nya fyrtorn byggdes sedan 1725, 1822, och 1854. Ruinen av 1822 års fyr finns kvar. Det nuvarande järntornet byggdes 1915 men använder en stor Fresnellins från 1854 års fyr.
Sedan 2003 är fyren helt automatiserad och fyrvaktarbostaden är omgjord till museum, som har öppet varje dag under sommaren och på helger resten av året.

## Galleri

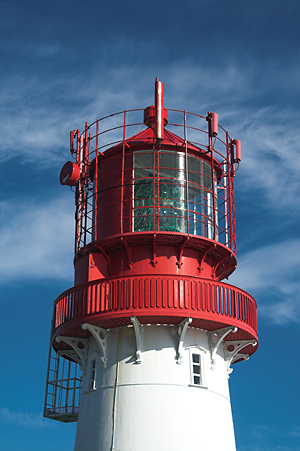
Lanterninen.
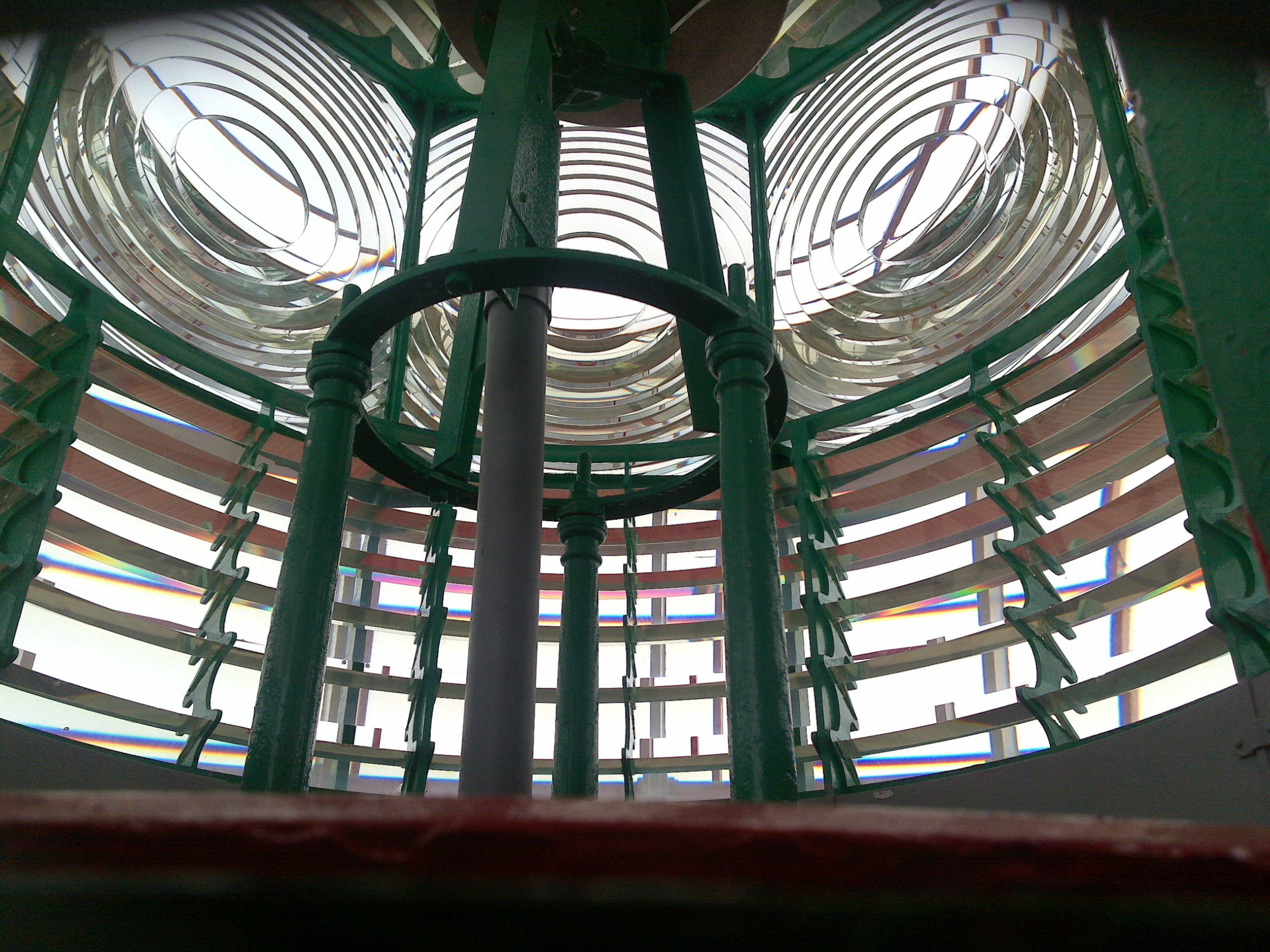
Fyrens fresnellins.
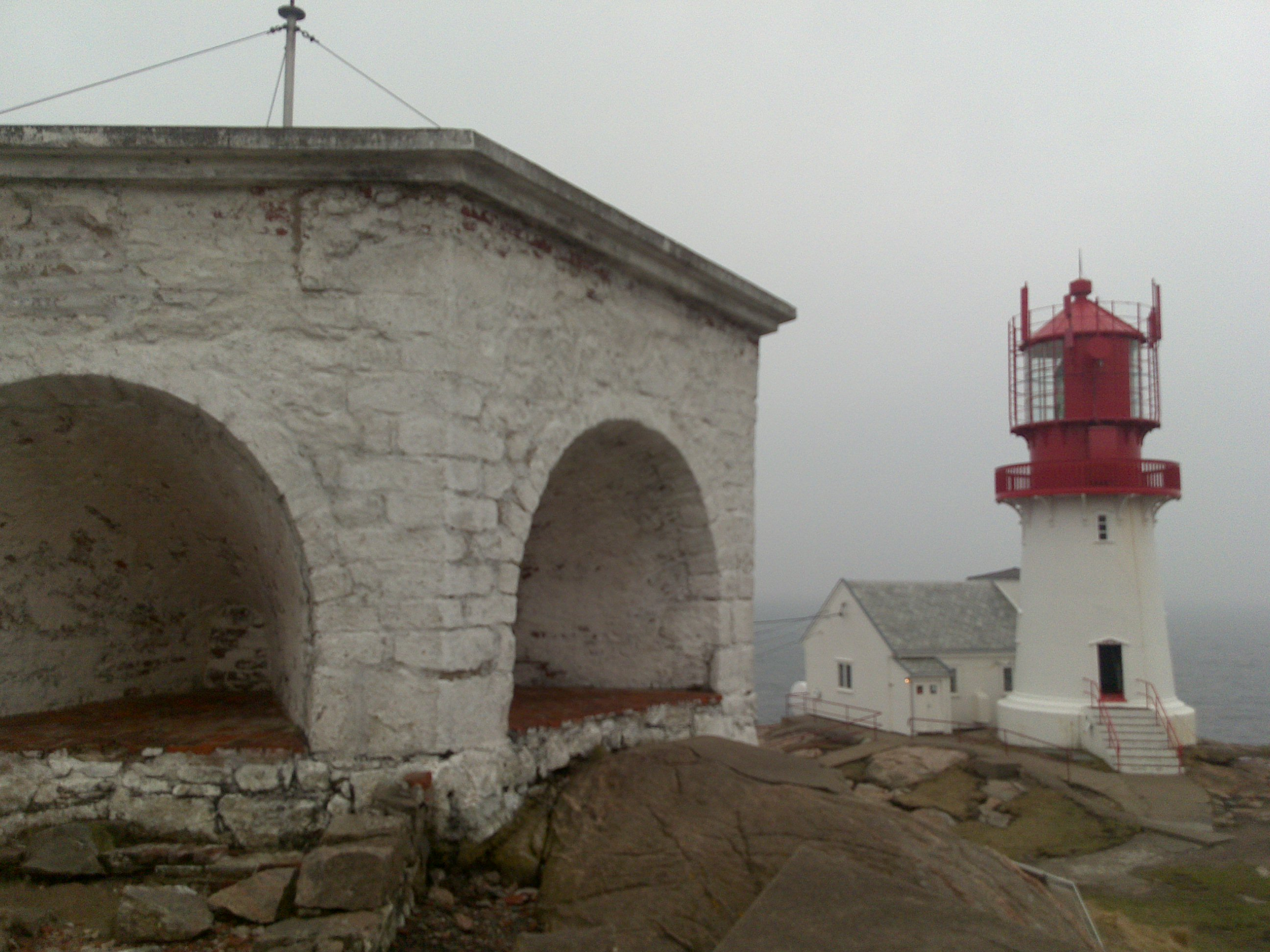
1822 års kolfyr i förgrunden.
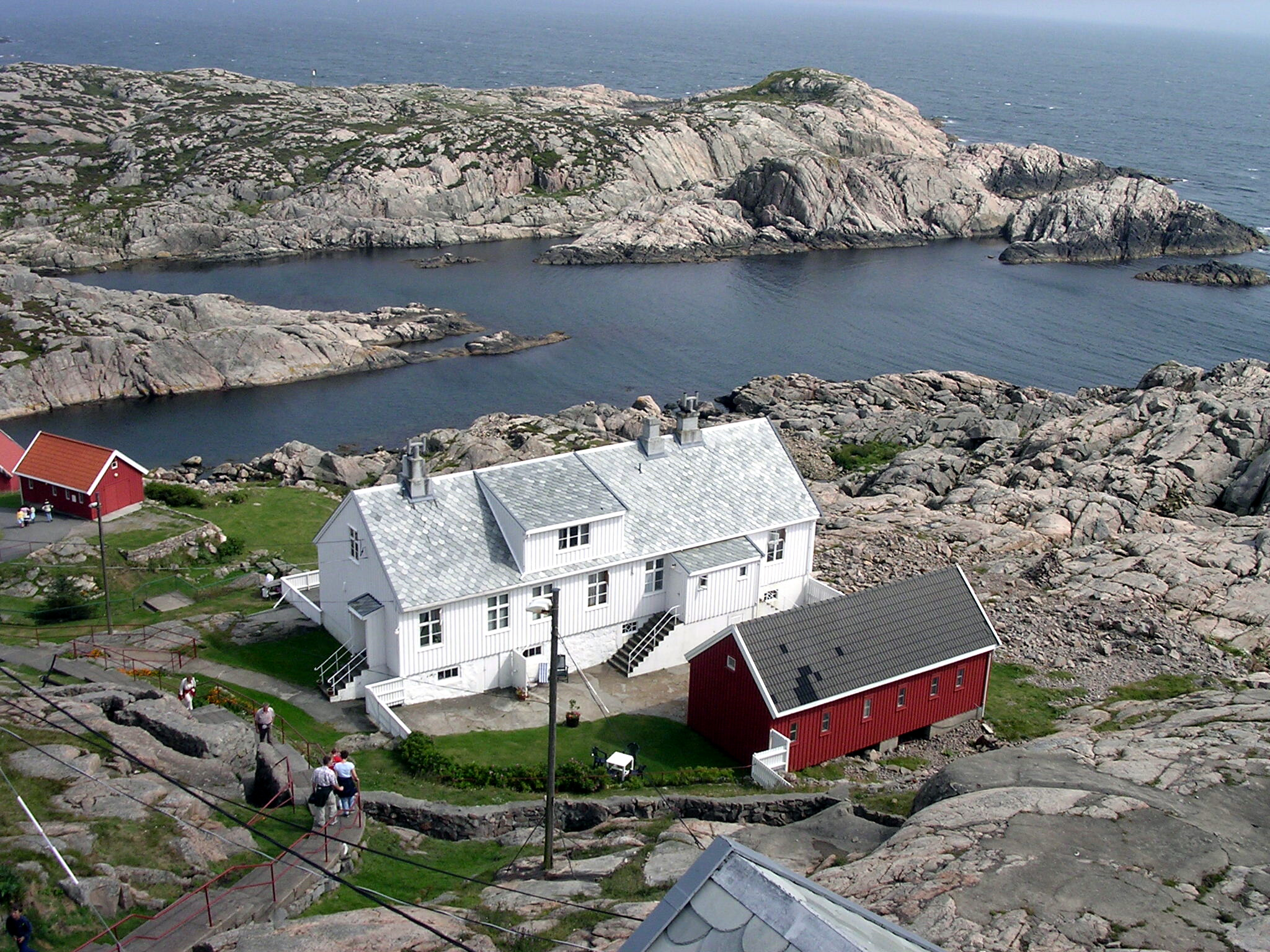
Utsikt från tornet.
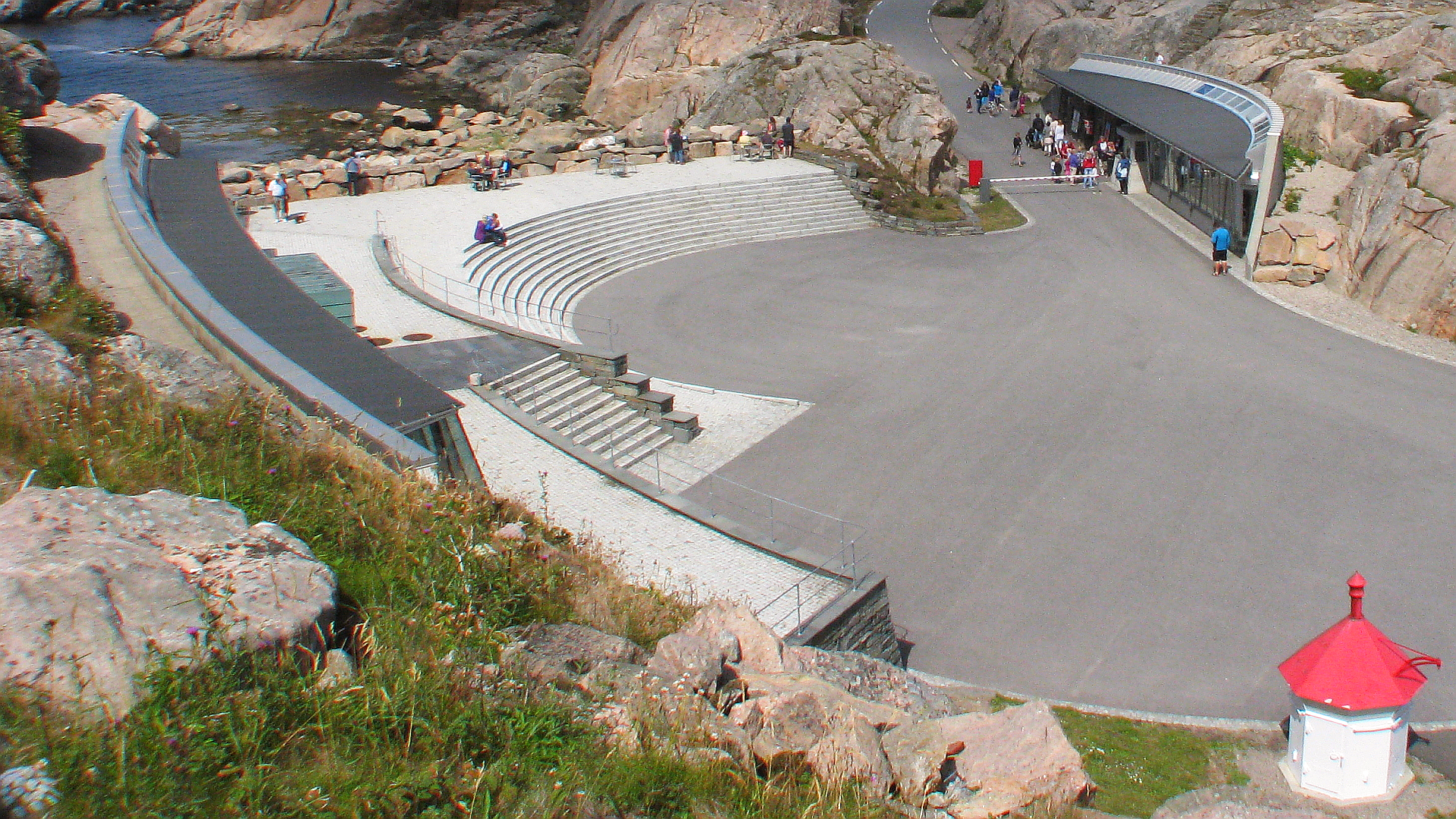
Lindesnes Fjellhallen (Millennium-Fjellhallen 2000-2004) till vänster och museum på höger sida
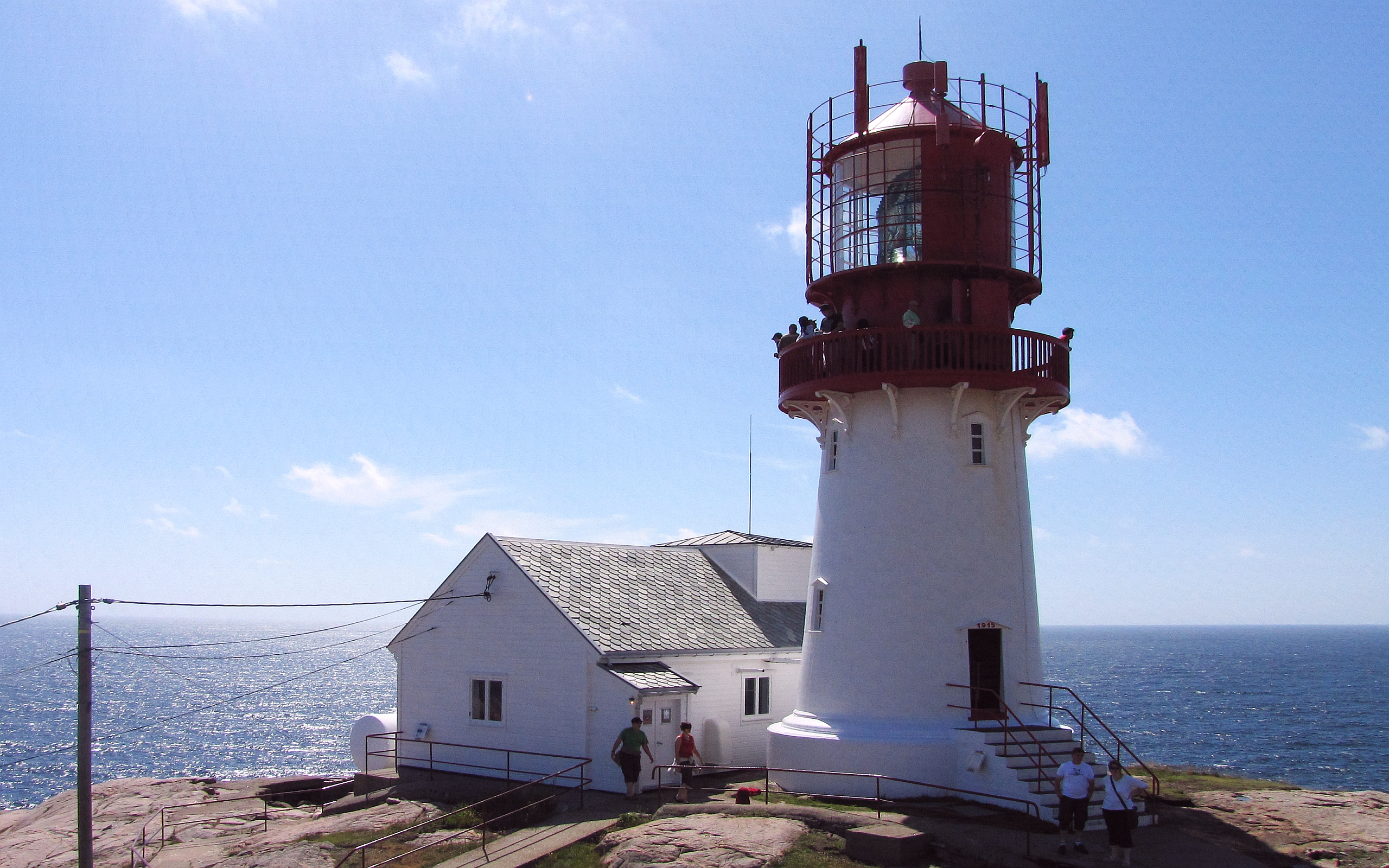
Från östsidan
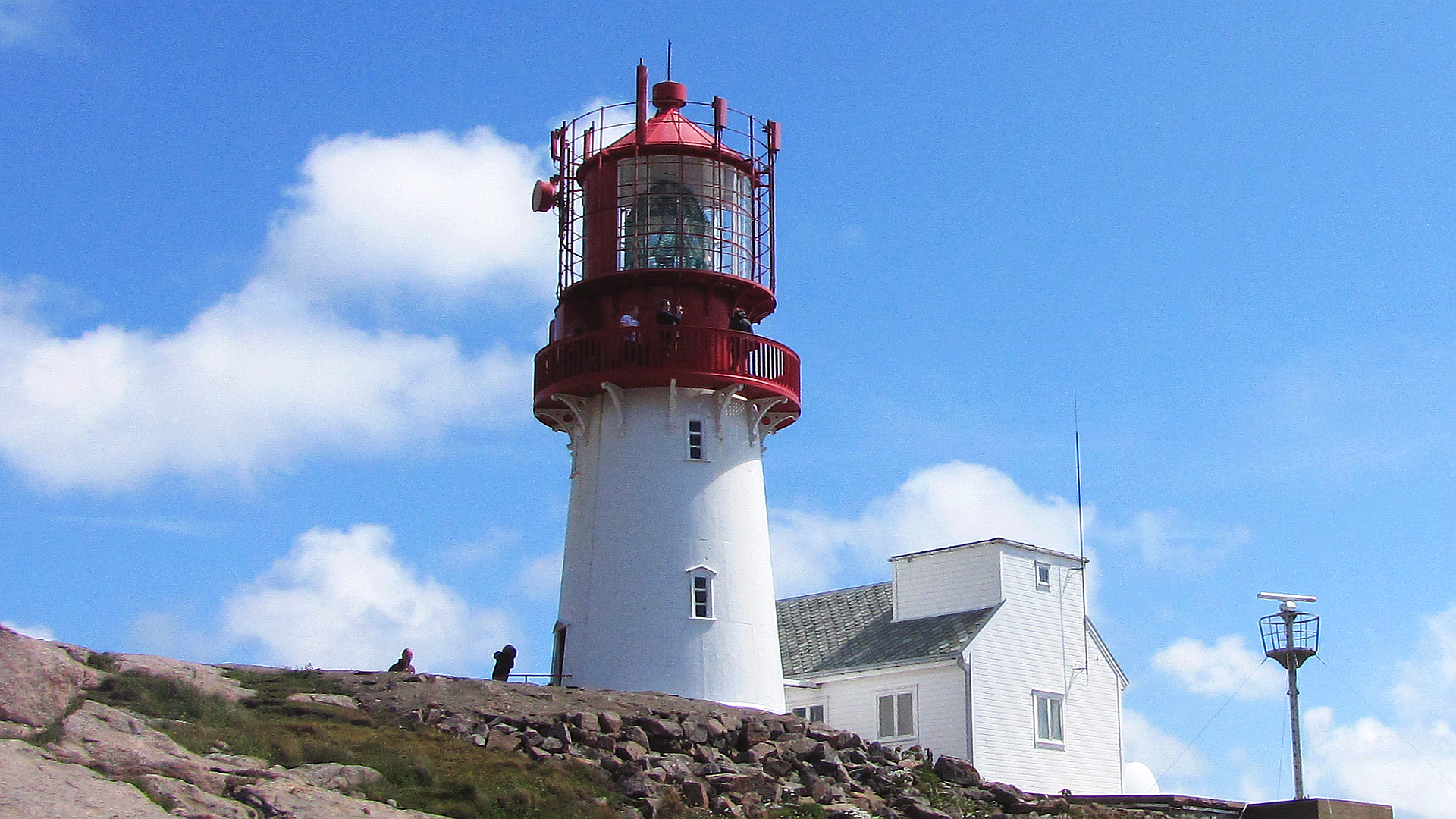
Lindesnes Fyr: Sett från västsidan
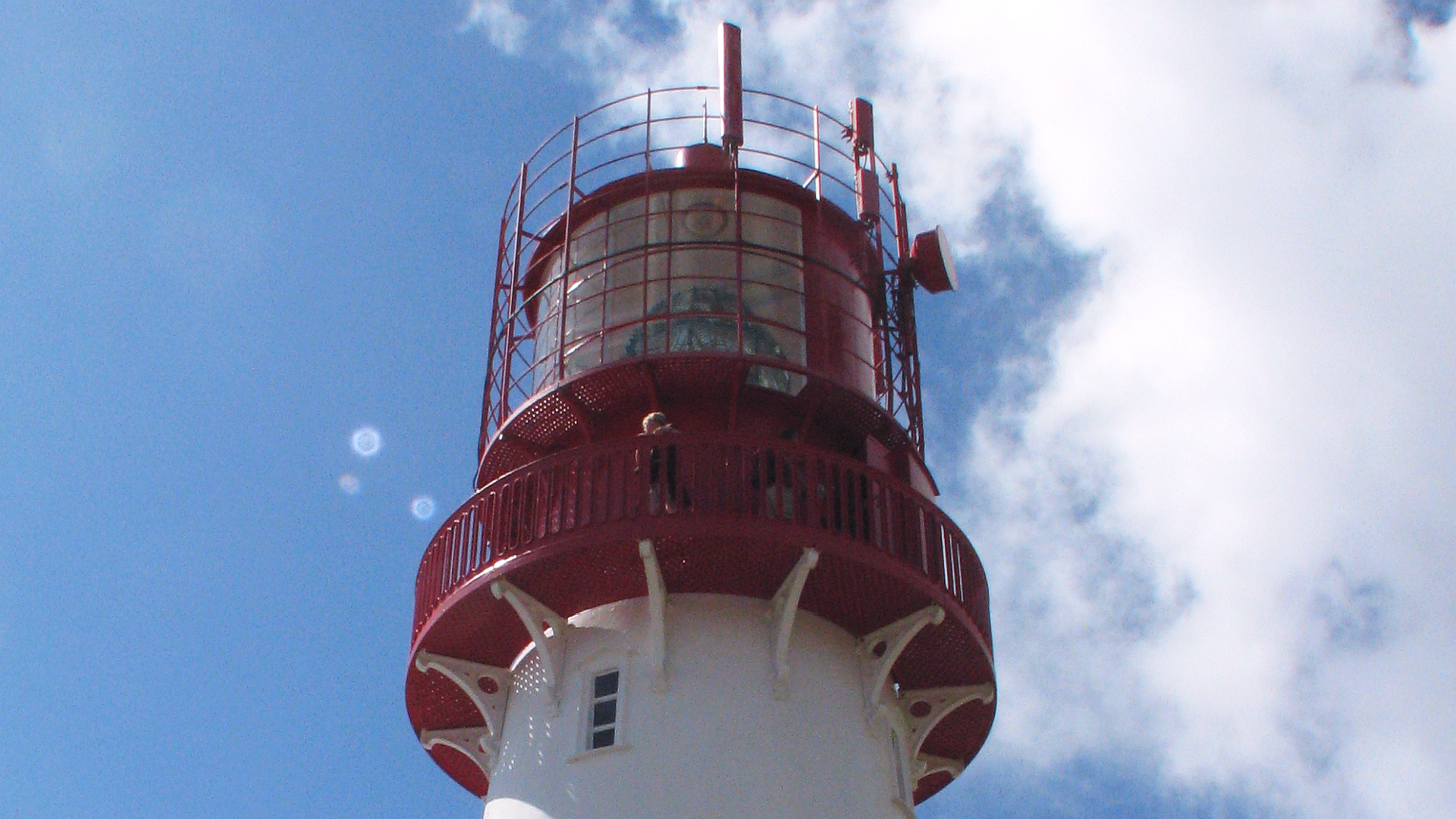
Fyren är 50 meter hög över havsnivån